# Gran Premio motociclistico di Catalogna 2002
Il Gran Premio motociclistico di Catalogna 2002 corso il 16 giugno, è stato il sesto Gran Premio della stagione 2002 del motomondiale e ha visto vincere la Honda di Valentino Rossi in MotoGP, Marco Melandri nella classe 250 e Manuel Poggiali nella classe 125.

## MotoGP

### Arrivati al traguardo
| Pos. | Nº | Pilota            | Squadra                    | Motocicletta    | Giri | Tempo     | Griglia | Punti |
| ---- | -- | ----------------- | -------------------------- | --------------- | ---- | --------- | ------- | ----- |
| 1º   | 46 | Valentino Rossi   | Repsol Honda               | Honda RC211V    | 25   | 44:20.679 | 4       | 25    |
| 2º   | 11 | Tōru Ukawa        | Repsol Honda               | Honda RC211V    | 25   | +0.880    | 2       | 20    |
| 3º   | 7  | Carlos Checa      | Marlboro Yamaha            | Yamaha YZR-M1   | 25   | +8.531    | 7       | 16    |
| 4º   | 3  | Max Biaggi        | Marlboro Yamaha            | Yamaha YZR-M1   | 25   | +11.918   | 1       | 13    |
| 5º   | 4  | Alex Barros       | West Honda Pons            | Honda NSR500    | 25   | +22.382   | 9       | 11    |
| 6º   | 65 | Loris Capirossi   | West Honda Pons            | Honda NSR500    | 25   | +30.096   | 5       | 10    |
| 7º   | 10 | Kenny Roberts Jr  | Telefonica Movistar Suzuki | Suzuki GSV-R    | 25   | +31.525   | 8       | 9     |
| 8º   | 74 | Daijirō Katō      | Fortuna Honda Gresini      | Honda NSR500    | 25   | +33.912   | 15      | 8     |
| 9º   | 19 | Olivier Jacque    | Gauloises Yamaha Tech 3    | Yamaha YZR500   | 25   | +36.847   | 11      | 7     |
| 10º  | 21 | John Hopkins      | Red Bull Yamaha WCM        | Yamaha YZR500   | 25   | +51.580   | 6       | 6     |
| 11º  | 33 | Akira Ryō         | Team Suzuki                | Suzuki GSV-R    | 25   | +53.303   | 17      | 5     |
| 12º  | 99 | Jeremy McWilliams | Proton Team KR             | Proton KR3      | 25   | +57.585   | 12      | 4     |
| 13º  | 31 | Tetsuya Harada    | Pramac Honda Racing        | Honda NSR500    | 25   | +1:01.823 | 20      | 3     |
| 14º  | 55 | Régis Laconi      | MS Aprilia Racing          | Aprilia RS Cube | 25   | +1:03.002 | 13      | 2     |
| 15º  | 20 | Pere Riba         | Antena 3 Yamaha d'Antín    | Yamaha YZR500   | 25   | +1:04.723 | 21      | 1     |
| 16º  | 6  | Norick Abe        | Antena 3 Yamaha d'Antín    | Yamaha YZR500   | 23   | +2 giri   | 16      |       |

### Ritirati
| Nº | Pilota                   | Squadra                    | Motocicletta  | Giri | Griglia |
| -- | ------------------------ | -------------------------- | ------------- | ---- | ------- |
| 66 | Alex Hofmann             | Red Bull Yamaha WCM        | Yamaha YZR500 | 24   | 19      |
| 15 | Sete Gibernau            | Telefonica Movistar Suzuki | Suzuki GSV-R  | 6    | 3       |
| 9  | Nobuatsu Aoki            | Proton Team KR             | Proton KR3    | 2    | 18      |
| 17 | Jurgen van den Goorbergh | Kanemoto Racing            | Honda NSR500  | 0    | 14      |
| 56 | Shin'ya Nakano           | Gauloises Yamaha Tech 3    | Yamaha YZR500 | 0    | 10      |

## Classe 250

### Arrivati al traguardo
| Pos. | Nº | Pilota           | Squadra                        | Motocicletta | Giri | Tempo     | Griglia | Punti |
| ---- | -- | ---------------- | ------------------------------ | ------------ | ---- | --------- | ------- | ----- |
| 1º   | 3  | Marco Melandri   | MS Aprilia Racing              | Aprilia      | 23   | 41:40.377 | 2       | 25    |
| 2º   | 4  | Roberto Rolfo    | Fortuna Honda Gresini          | Honda        | 23   | +2.193    | 6       | 20    |
| 3º   | 10 | Fonsi Nieto      | Telefonica Movistar-Repsol     | Aprilia      | 23   | +2.689    | 1       | 16    |
| 4º   | 17 | Randy de Puniet  | Campetella Racing              | Aprilia      | 23   | +2.950    | 4       | 13    |
| 5º   | 21 | Franco Battaini  | Imola Circuit Exalt Cycle Race | Aprilia      | 23   | +4.538    | 5       | 11    |
| 6º   | 27 | Casey Stoner     | Safilo Oxydo Race LCR          | Aprilia      | 23   | +23.101   | 13      | 10    |
| 7º   | 8  | Naoki Matsudo    | Dark Dog Yamaha Kurz           | Yamaha       | 23   | +23.215   | 11      | 9     |
| 8º   | 18 | Shahrol Yuzy     | Petronas Sprinta Yamaha TVK    | Yamaha       | 23   | +23.374   | 12      | 8     |
| 9º   | 7  | Emilio Alzamora  | Fortuna Honda Gresini          | Honda        | 23   | +24.586   | 7       | 7     |
| 10º  | 24 | Toni Elías       | Telefonica Movistar-Repsol     | Aprilia      | 23   | +30.721   | 9       | 6     |
| 11º  | 11 | Haruchika Aoki   | DeGraaf Grand Prix             | Honda        | 23   | +37.908   | 14      | 5     |
| 12º  | 42 | David Checa      | Safilo Oxydo Race LCR          | Aprilia      | 23   | +38.456   | 15      | 4     |
| 13º  | 6  | Alex Debón       | Campetella Racing              | Aprilia      | 23   | +40.607   | 10      | 3     |
| 14º  | 51 | Hugo Marchand    | Equipe de France - Scrab       | Aprilia      | 23   | +1:00.034 | 19      | 2     |
| 15º  | 22 | Raúl Jara        | RFME Equipo Nacional           | Aprilia      | 23   | +1:02.087 | 17      | 1     |
| 16º  | 76 | Tarō Sekiguchi   | Dark Dog Yamaha Kurz           | Yamaha       | 23   | +1:02.410 | 16      |       |
| 17º  | 25 | Vincent Philippe | Equipe de France - Scrab       | Aprilia      | 23   | +1:02.643 | 18      |       |
| 18º  | 19 | Leon Haslam      | Cibertel Honda BQR             | Honda        | 23   | +1:09.785 | 20      |       |
| 19º  | 12 | Jason Vincent    | Cibertel Honda BQR             | Honda        | 23   | +1:17.851 | 21      |       |
| 20º  | 32 | Héctor Faubel    | RFME Equipo Nacional           | Aprilia      | 23   | +1:30.113 | 22      |       |
| 21º  | 28 | Dirk Heidolf     | Aprilia Germany                | Aprilia      | 23   | +1:31.937 | 25      |       |
| 22º  | 41 | Jarno Janssen    | DeGraaf Grand Prix             | Honda        | 23   | +1:47.797 | 23      |       |

### Ritirati
| Nº | Pilota            | Squadra                     | Motocicletta | Giri | Griglia |
| -- | ----------------- | --------------------------- | ------------ | ---- | ------- |
| 34 | Eric Bataille     | Cibertel Honda BQR          | Honda        | 7    | 24      |
| 15 | Roberto Locatelli | Tu Racing                   | Aprilia      | 5    | 3       |
| 9  | Sebastián Porto   | Petronas Sprinta Yamaha TVK | Yamaha       | 4    | 8       |

## Classe 125

### Arrivati al traguardo
| Pos. | Nº | Pilota             | Squadra                        | Motocicletta | Giri | Tempo     | Griglia | Punti |
| ---- | -- | ------------------ | ------------------------------ | ------------ | ---- | --------- | ------- | ----- |
| 1º   | 1  | Manuel Poggiali    | Gilera Racing                  | Gilera       | 22   | 41:18.211 | 1       | 25    |
| 2º   | 26 | Daniel Pedrosa     | Telefonica Movistar jnr        | Honda        | 22   | +0.019    | 4       | 20    |
| 3º   | 17 | Steve Jenkner      | UGT 3000 - Abruzzo             | Aprilia      | 22   | +9.888    | 3       | 16    |
| 4º   | 4  | Lucio Cecchinello  | Safilo Oxydo Race LCR          | Aprilia      | 22   | +15.397   | 5       | 13    |
| 5º   | 16 | Simone Sanna       | Tu Racing                      | Aprilia      | 22   | +15.452   | 8       | 11    |
| 6º   | 25 | Joan Olivé         | Telefonica Movistar jnr        | Honda        | 22   | +15.486   | 21      | 10    |
| 7º   | 33 | Stefano Bianco     | Bossini Sterilgarda Racing     | Aprilia      | 22   | +15.549   | 11      | 9     |
| 8º   | 22 | Pablo Nieto        | Master-Aspar                   | Aprilia      | 22   | +16.218   | 2       | 8     |
| 9º   | 36 | Mika Kallio        | Red Devil Honda                | Honda        | 22   | +22.762   | 10      | 7     |
| 10º  | 6  | Mirko Giansanti    | Scot Racing                    | Honda        | 22   | +22.839   | 16      | 6     |
| 11º  | 21 | Arnaud Vincent     | Imola Circuit Exalt Cycle Race | Aprilia      | 22   | +23.067   | 18      | 5     |
| 12º  | 50 | Andrea Ballerini   | FCC - TSR                      | Honda        | 22   | +23.134   | 19      | 4     |
| 13º  | 7  | Stefano Perugini   | Italjet Racing Service         | Italjet      | 22   | +43.345   | 17      | 3     |
| 14º  | 48 | Jorge Lorenzo      | Caja Madrid Derbi Racing       | Derbi        | 22   | +43.973   | 7       | 2     |
| 15º  | 5  | Masao Azuma        | Tribe by Breil                 | Honda        | 22   | +47.189   | 13      | 1     |
| 16º  | 18 | Jakub Smrž         | Elit Grand Prix                | Honda        | 22   | +47.333   | 24      |       |
| 17º  | 32 | Gianluigi Scalvini | Bossini Sterilgarda Racing     | Aprilia      | 22   | +52.000   | 23      |       |
| 18º  | 80 | Héctor Barberá     | Master-Aspar                   | Aprilia      | 22   | +1:11.358 | 27      |       |
| 19º  | 31 | Mattia Angeloni    | Team Italia                    | Gilera       | 22   | +1:11.488 | 29      |       |
| 20º  | 19 | Alex Baldolini     | UGT 3000 - Abruzzo             | Aprilia      | 22   | +1:21.603 | 32      |       |
| 21º  | 39 | Jaroslav Huleš     | CWF - Matteoni Racing          | Aprilia      | 22   | +1:21.681 | 15      |       |
| 22º  | 52 | Julián Simón       | Movistar Team                  | Honda        | 22   | +1:31.723 | 26      |       |
| 23º  | 20 | Imre Tóth          | Semprucci Angaia Racing        | Honda        | 22   | +1:31.794 | 31      |       |
| 24º  | 24 | Leon Camier        | Italjet Racing Service         | Italjet      | 21   | +1 giro   | 33      |       |

### Ritirati
| Nº | Pilota               | Squadra                  | Motocicletta | Giri | Griglia |
| -- | -------------------- | ------------------------ | ------------ | ---- | ------- |
| 57 | Chaz Davies          | CWF - Matteoni Racing    | Aprilia      | 18   | 22      |
| 84 | Michel Fabrizio      | Team Italia              | Gilera       | 14   | 20      |
| 41 | Yōichi Ui            | Caja Madrid Derbi Racing | Derbi        | 13   | 6       |
| 15 | Alex De Angelis      | Safilo Oxydo Race LCR    | Aprilia      | 13   | 12      |
| 47 | Ángel Rodríguez      | Master-Aspar             | Aprilia      | 4    | 25      |
| 23 | Gino Borsoi          | UGT 3000 - Abruzzo       | Aprilia      | 0    | 9       |
| 34 | Andrea Dovizioso     | Scot Racing              | Honda        | 0    | 14      |
| 44 | Alessandro Brannetti | Semprucci Angaia Racing  | Honda        | 0    | 30      |
| 51 | Álvaro Bautista      | Atletico de Madrid       | Aprilia      | 0    | 28      |

### Non qualificato
| Nº | Pilota         | Squadra      | Motocicletta |
| -- | -------------- | ------------ | ------------ |
| 55 | Javier Machado | Team Machado | Honda        |